# 안드리 리비츠키

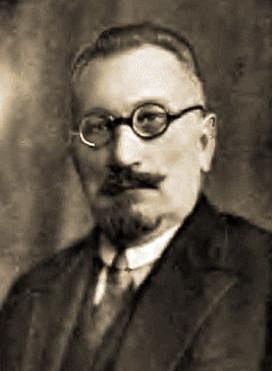
우크라이나 임시망명정부 국가수반 시절의
안드리 리비츠키

안드리 미콜라요비치 리비츠키(우크라이나어: Андрій Миколайович Лівицький, 독일어: Andrij Mykolajowytsch Liwyzkyj, 1879년 4월 9일 ~ 1954년 1월 17일)는 러시아 제국, 소비에트 사회주의 공화국 연방 그리고 우크라이나 소비에트 사회주의 공화국의 정치인이다. 소련 정권 시절에는 외교관을 겸직하였다.
크라스니쿠트 현 리플랴보에서 출생하였고 체르카시에서 성장한 리비츠키는 러시아 제국의 하급 관료를 거쳐 이후 1917년 당시 게오르기 리보프가 러시아 제국 총리로 재임하던 시절 그의 비서관(러시아 제국 총리 국제외교행정특보비서관)으로 활동하다가 볼셰비키 세력이 러시아 제국을 전복시킨 후 볼셰비키에 간접 투항을 하였다. 이후 우크라이나 공산당 서기장을 거쳐 우크라이나 임시망명정부 국가수반을 지냈다.